# Гай Сервілій Структ Агала (консул 427 року до н. е.)
Гай Серві́лій Структ Ага́ла (лат. Caius Servilius Structus Ahala; V століття до н. е.) — політик і державний діяч Римської республіки, консул 427 року до н. е.

## Біографічні відомості
Походив з давнього патриціанського роду Сервіліїв, його гілки Агала, представники якої переселилися до Риму з Альба-Лонги. Про дитячі й молоді роки його відомостей немає. Батьком його був Квінт Сервілій.
427 року до н. е. його було обрано консулом разом з Луцієм Папірієм Мугілланом. Під час консулату було прийняте рішення відкрити наступного року військові дії проти Вейїв, які зробили декілька рейдів на територію Римської республіки. Це було покладено на консулярних трибунів наступного року. 
Відтоді про подальшу долю Гая Сервілія Структа Агали згадок немає.